# XXXXIII Corpo de Exército (Alemanha)
O XXXXIII Corpo de Exército (em alemão: XXXXIII. Armeekorps) foi um Corpo de Exército da Alemanha na Segunda Guerra Mundial. Foi formado no dia 15 de abril de 1940 em Wehrkreis XI, ficando na ativa até o término da guerra.

## Comandantes
| Comandante                                      | Data                                          |
| ----------------------------------------------- | --------------------------------------------- |
| General der Artillerie Hermann Ritter von Speck | 1 de maio de 1940 - 31 de maio de 1940        |
| General der Gebirgstruppen Franz Böhme          | 31 de maio de 1940 - 17 de junho de 1940      |
| Generaloberst Gotthard Heinrici                 | 17 de junho de 1940 - 20 de janeiro de 1942   |
| Generalleutnant Gerhard Berthold                | 20 de janeiro de 1942 - 24 de janeiro de 1942 |
| General der Infanterie Kurt Brennecke           | 1 de fevereiro de 1942 - 28 de junho de 1943  |
| General der Infanterie Joachim von Kortzfleisch | 28 de junho de 1942 - 15 de agosto de 1942    |
| General der Infanterie Kurt Brennecke           | 15 de agosto de 1942 - 23 de janeiro de 1943  |
| General der Infanterie Karl von Oven            | 24 de janeiro de 1943 - 25 de março de 1944   |
| General der Infanterie Ehrenfried Böge          | 25 de março de 1944 - 3 de setembro de 1944   |
| General der Gebirgstruppen Kurt Versock         | 3 de setembro de 1944 - 20 de abril de 1945   |
| Generalleutnant Arthur Kullmer                  | 20 de abril de 1945 - 8 de maio de 1945       |

## Chef des Stabes
| Oberst i.G. Friedrich Schulz      | 20 de abril de 1940 - 24 de abril de 1942       |
| Oberst i.G. Edmund Blaurock       | 24 de abril de 1942 - 31 de outubro de 1943     |
| Oberst i.G. Wilhelm Hetzel        | 1 de novembro de 1943 - 10 de fevereiro de 1945 |
| Oberstleutnant i.G. Kurt Schuster | 10 de fevereiro de 1945 - maio de 1945          |

## Oficiais de Operações (Ia)
| Oberstleutnant i.G. Wilhelm Knüppel | abril de 1940 - dezembro de 1942         |
| Major i.G. Emil Lorenz              | dezembro de 1942 - agosto de 1943        |
| Major i.G. Richard Lang             | agosto de 1943 - agosto de 1944          |
| Major i.G. Hans-Joachim von Raison  | 15 de agosto de 1944 - fevereiro de 1945 |
| Major i.G. Eßbach                   | 1 de março de 1945 - maio de 1945        |

## Área de Operações
| França                         | maio de 1940 - junho de 1941    |
| Frente Oriental, setor central | junho de 1941 - outubro de 1943 |
| Frente Oriental, setor norte   | outubro de 1943 - abril de 1945 |
| Hungria & Áustria              | abril de 1945 - maio de 1945    |

## Serviço de Guerra
| Data              | Exército              | Grupo de Exército | Lugar                    |
| ----------------- | --------------------- | ----------------- | ------------------------ |
| junho de 1940     | 9º Exército           | B                 | Chemin des Dames         |
| julho de 1940     | 16º Exército          | A                 | Kanalküste               |
| agosto de 1940    | 9º Exército           | A                 | Kanalküste               |
| janeiro de 1941   | 9º Exército           | A                 | Kanalküste               |
| maio de 1941      | 4º Exército           | B                 | Generalgouvernement      |
| junho de 1941     | 4º Exército           | Mitte             | Brest-Litowsk, Bialystok |
| agosto de 1941    | 2º Exército           | Mitte             | Bobruisk, Kiew, Brjansk  |
| novembro de 1941  | 2º Exército Panzer    | Mitte             | Tula                     |
| janeiro de 1942   | 4º Exército           | Mitte             | Juchnow, Spass-Demjansk  |
| janeiro de 1943   | 4º Exército           | Mitte             | Spass-Demjansk           |
| abril de 1943     | 3º Exército Panzer    | Mitte             | Welish                   |
| agosto de 1943    | 16º Exército          | Nord              | Newel                    |
| janeiro de 1944   | 16º Exército          | Nord              | Newel                    |
| abril de 1944     | Armee-Abteilung Narwa | Nord              | Narwa                    |
| agosto de 1944    | 16º Exército          | Nord              | Nordkurland, Oesel       |
| janeiro de 1945   | 16º Exército          | Nord              | Kurland                  |
| fevereiro de 1945 | 16º Exército          | Kurland           | Kurland                  |
| abril de 1945     | 8º Exército           | Süd               | Nordungarn, Slowakei     |
| maio de 1945      | 8º Exército           | Ostmark           | Áustria, Linz            |

## Organização
5 de junho de 1940
88ª Divisão de Infantaria
96ª Divisão de Infantaria
16 de junho de 1940
88ª Divisão de Infantaria
96ª Divisão de Infantaria
292ª Divisão de Infantaria
10 de agosto de 1941
267ª Divisão de Infantaria
134ª Divisão de Infantaria
260ª Divisão de Infantaria
20 de agosto de 1941
34ª Divisão de Infantaria
258ª Divisão de Infantaria
2 de outubro de 1941
52ª Divisão de Infantaria
131ª Divisão de Infantaria
2 de janeiro de 1942
137ª Divisão de Infantaria
31ª Divisão de Infantaria
131ª Divisão de Infantaria
1/3 da 52ª Divisão de Infantaria
24 de junho de 1942
31ª Divisão de Infantaria
Parte da 201. Sicherungs-Division
Maior parte da 34ª Divisão de Infantaria
137ª Divisão de Infantaria
22 de dezembro de 1942
34ª Divisão de Infantaria
137ª Divisão de Infantaria
263ª Divisão de Infantaria
7 de julho de 1943
20. Panzer-Grenadier-Division
205ª Divisão de Infantaria
1 de agosto de 1943
223ª Divisão de Infantaria
205ª Divisão de Infantaria
83ª Divisão de Infantaria
6 de setembro de 1943
205ª Divisão de Infantaria
83ª Divisão de Infantaria
14 de outubro de 1943
205ª Divisão de Infantaria
83ª Divisão de Infantaria
24 de novembro de 1943
205ª Divisão de Infantaria
83ª Divisão de Infantaria
263ª Divisão de Infantaria
5 de janeiro de 1944
263ª Divisão de Infantaria
58ª Divisão de Infantaria
122ª Divisão de Infantaria
205ª Divisão de Infantaria
83ª Divisão de Infantaria
69ª Divisão de Infantaria
23ª Divisão de Infantaria
15 de fevereiro de 1944
263ª Divisão de Infantaria
205ª Divisão de Infantaria
Kampfgruppe 69ª Divisão de Infantaria
Kampfgruppe 23ª Divisão de Infantaria
20 de março de 1944
170ª Divisão de Infantaria
61ª Divisão de Infantaria
Panzergrenadier-Division Feldherrnhalle
227ª Divisão de Infantaria
11ª Divisão de Infantaria
3 de abril de 1944
170ª Divisão de Infantaria
61ª Divisão de Infantaria
Panzergrenadier-Division Feldherrnhalle
227ª Divisão de Infantaria
122ª Divisão de Infantaria
Gruppe von Strachwitz
12 de Abril de 1944
170ª Divisão de Infantaria
61ª Divisão de Infantaria
227ª Divisão de Infantaria
122ª Divisão de Infantaria
18 de abril de 1944
170ª Divisão de Infantaria
61ª Divisão de Infantaria
227ª Divisão de Infantaria
122ª Divisão de Infantaria
Panzergrenadier-Division Feldherrnhalle
30 de agosto de 1944
389ª Divisão de Infantaria
205ª Divisão de Infantaria
225ª Divisão de Infantaria
58ª Divisão de Infantaria
16 de setembro de 1944
58ª Divisão de Infantaria
225ª Divisão de Infantaria
389ª Divisão de Infantaria
1 de março de 1945
Kommandant Küste
Gruppe Ost
Stab Sicherungs-Division z.b.V. 207
Gruppe Nord, Gruppe Nordwest
Festungs-Kommandant Windau
Gruppe Südwest

## Membros notáveis
- Franz Böhme — Generalmajor no austríaco Bundesheer antes da Anschluss